# Tegenaria herculea
Tegenaria herculea es una especie de arañas araneomorfas de la familia Agelenidae.

## Distribución geográfica
Es endémica del sur de la península ibérica y de Ibiza (España).